# Brenthia octogemmifera
Brenthia octogemmifera là một loài bướm đêm thuộc họ Choreutidae. Loài này có ở Cộng hòa Congo, Guinea Xích Đạo và Nigeria.